# Symplecta verna
Symplecta verna är en tvåvingeart som först beskrevs av Alexander 1920.  Symplecta verna ingår i släktet Symplecta och familjen småharkrankar. Inga underarter finns listade i Catalogue of Life.